# KAZKA
KAZKA（カズカ、ウクライナ語: Казка）は、ウクライナ出身の音楽グループである。エレクトロポップとフォークを融合させた独自の音楽スタイルで知られている。2017年にキーウで結成し、2018年にリリースしたシングル「Plakala（プラカーラ）」が世界的なヒットとなり、ウクライナの音楽シーンで注目を集めた。

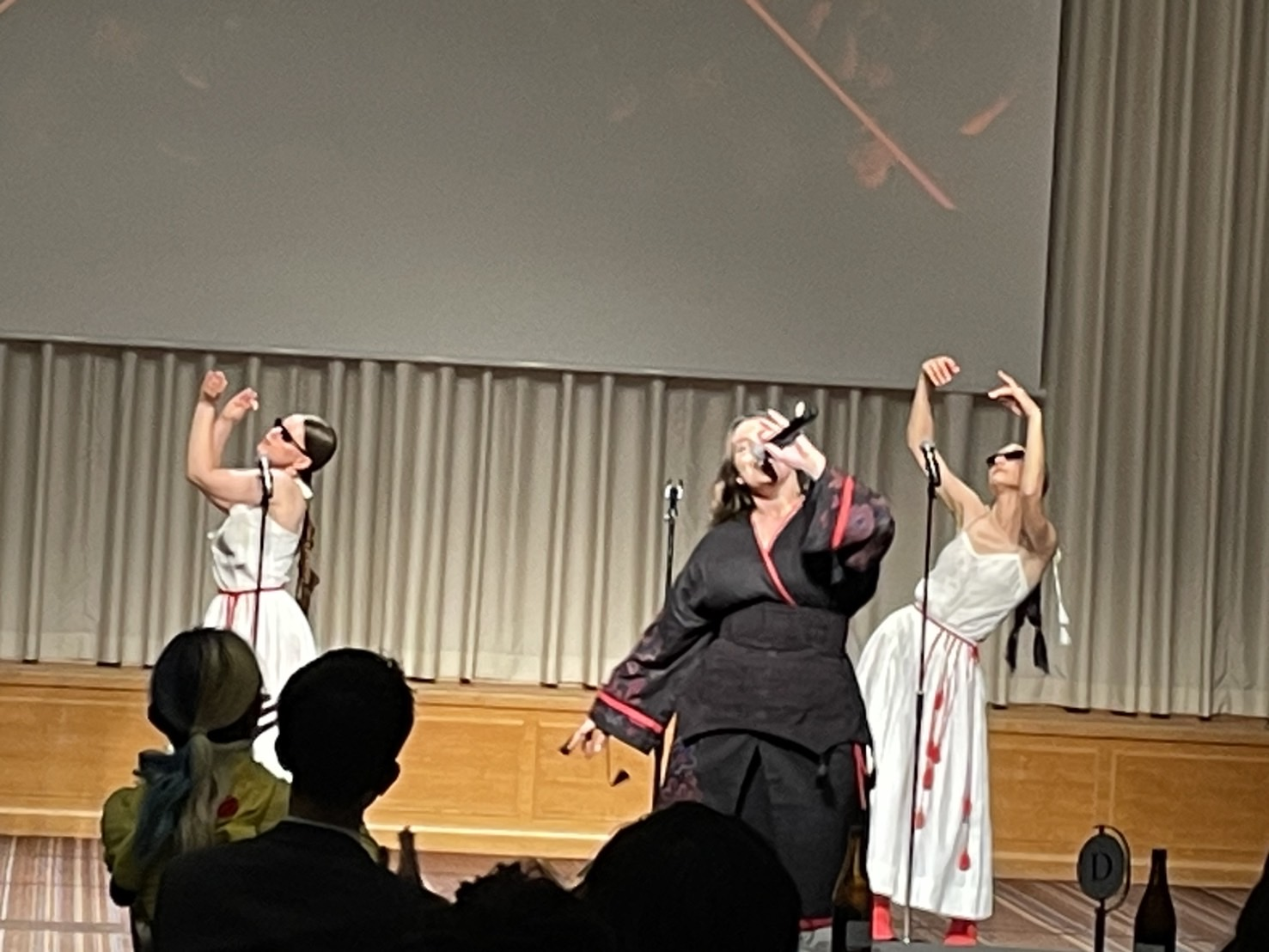
2025年8月7日、東京の帝国ホテルでチャリティーコンサートを披露した。

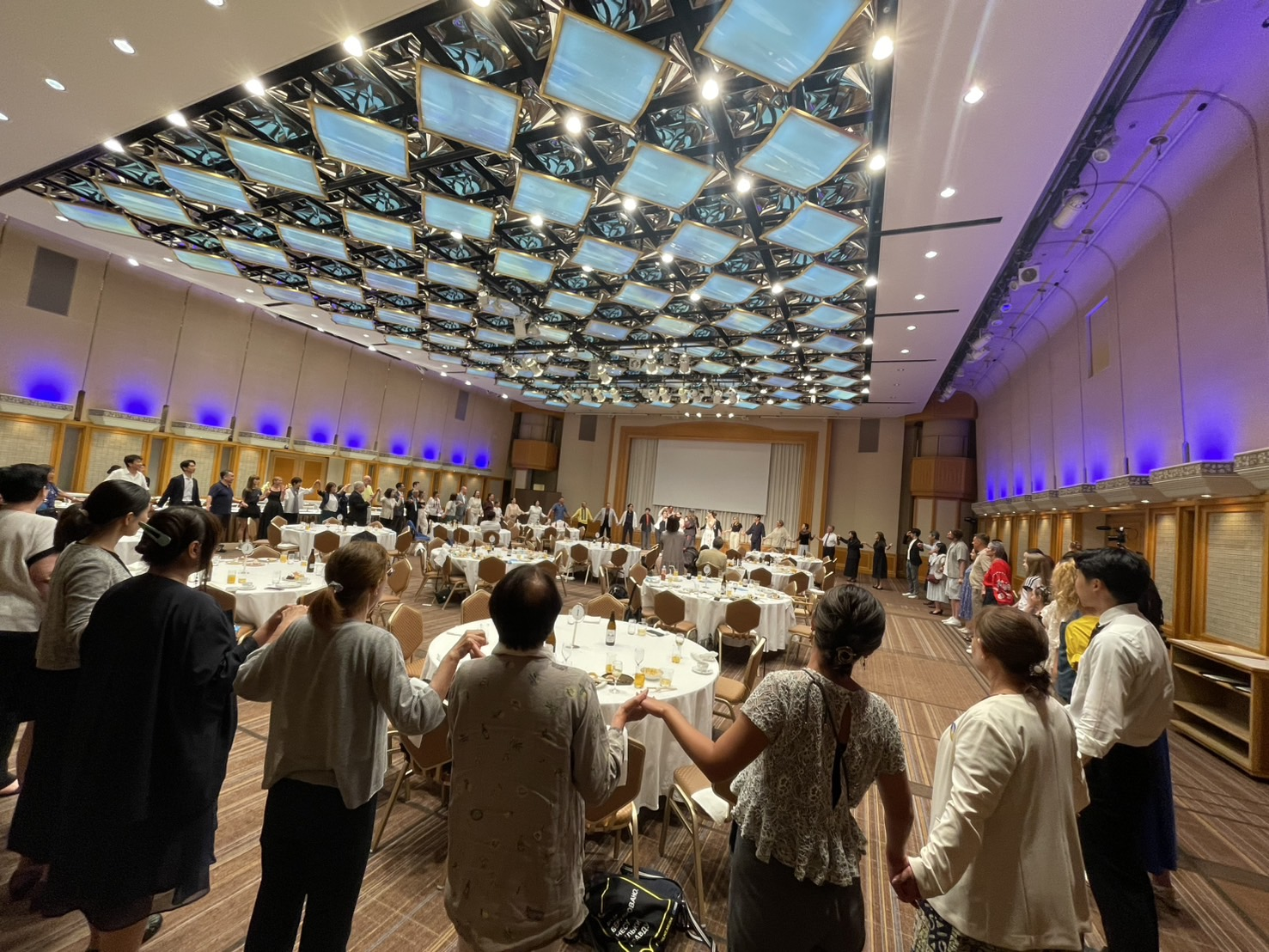
2025年8月7日、東京の帝国ホテルでチャリティーコンサートを披露した。参加者全員が手をつないで歌った。

## 歴史
KAZKAは2017年にウクライナのキーウで結成した。グループ名はウクライナ語で「物語」を意味し、彼らの音楽が物語性を持つことを象徴している。2018年にリリースしたシングル「Plakala」は、YouTubeで数億回再生され、ウクライナの音楽シーンで注目を集めた。

## メンバー
- オレクサンドラ・ザリツカ（ボーカル）
- ミハイロ・ポリャンスキー（プロデューサー）
- ダニーロ・タルタコフ（ギター）
- ニキータ・ミシュカ（キーボード）

## 音楽スタイルと影響
KAZKAの音楽は、エレクトロポップとウクライナの伝統的なフォーク音楽を融合させたスタイルが特徴である。彼らの楽曲は、感情豊かなボーカルとキャッチーなメロディで、リスナーに強い印象を与えている。

## 代表曲
- Plakala（プラカーラ）[3]
- Свята（Svyata）
- М'ята（Myata）

## ディスコグラフィー

### アルバム
- Карма　カルマ(2018年)[4]
- Nirvana　ニルバーナ（2019年）
- Svit　スヴィト（2021年）

### シングル
- Svaiata　スヴァイアタ（2017年）
- Dyna　ダイナ (2017年)
- Sama　サマ（2018年）
- Apart　離れて（2019年）
- Plakala/Cry　プラカラ/叫び（2019年）
- Poruch　ポルチ（2020年）
- Myata　ミャタ (2021年)

## 来日と活動

### 2022年10月19日 ウクライナ心のケア交流センター渋谷ひまわりとの協力
2022年10月19日、KAZKAは「ウクライナ心のケア交流センター渋谷ひまわり」との協力のもと、日本でライブイベントを開催した。

### ウクライナの人気バンドKAZKA来沖、沖縄から平和を　避難民らと音楽で癒やしの交流会
2022年10月、KAZKAは沖縄で避難民などと共に音楽を通した癒やしの交流会を開催し、平和のメッセージを発信した。

### SUGIZO、ウクライナの国民的バンド・KAZKAと共演決定 共作楽曲をライブ初披露
日本のミュージシャンSUGIZOは、KAZKAとの共演を果たし、共作楽曲をツアーファイナルでライブ初披露した。